# Abathymermis
Abathymermis là một chi tuyến trùng thuộc họ Mermithidae.
Chi này được Ivan Rubtsov mô tả năm 1871.
Loài:
- Abathymermis bissacea Rubtsov, 1973
- Abathymermis fiseri Johnson & Kleve, 1995
- Abathymermis ivaschkini Gafurov, 1980
- Abathymermis oesophaga Gafurov & An, 1989
- Abathymermis parva Rubtsov, 1973
- Abathymermis shocki Johnson & Kleve, 1995